# Tênis de mesa nos Jogos Paralímpicos de Verão de 2024
As competições de tênis de mesa nos Jogos Paralímpicos de Verão de 2024 foram disputadas entre 29 de agosto e 7 de setembro de 2024 no Paris Expo Porte de Versailles na França. Os atletas que disputaram o tênis de mesa possuem deficiência física e/ou se locomovem por cadeira de rodas.

## Eventos
Trinta eventos serão disputados, sendo quinze eventos masculinos e quatorze eventos femininos, além de dois mistos.
| - Masculino individual - Classe 1 - Classe 2 - Classe 3 - Classe 4 - Classe 5 - Classe 6 - Classe 7 - Classe 8 - Classe 9 - Classe 10 - Classe 11 |  | - Masculino por equipes - Classe MD4 - Classe MD8 - Classe MD14 - Classe MD18 |  | - Feminino individual - Classe 1–2 - Classe 3 - Classe 4 - Classe 5 - Classe 6 - Classe 7 - Classe 8 - Classe 9 - Classe 10 - Classe 11 |  | - Feminino por equipes - Classe WD5 - Classe WD10 - Classe WD14 - Classe WD20 |

## Medalhistas

### Masculino
Individual
| Evento               | Ouro                            | Prata                            | Bronze                                    |
| -------------------- | ------------------------------- | -------------------------------- | ----------------------------------------- |
| Classe 1 (Detalhes)  | Yunier Fernández CUB Cuba       | Rob Davies GBR Grã-Bretanha      | Federico Falco ITA Itália                 |
| Classe 1 (Detalhes)  | Yunier Fernández CUB Cuba       | Rob Davies GBR Grã-Bretanha      | Endre Major HUN Hungria                   |
| Classe 2 (Detalhes)  | Rafał Czuper POL Polônia        | Jiři Suchánek CZE Chéquia        | Cha Soo-yong KOR Coreia do Sul            |
| Classe 2 (Detalhes)  | Rafał Czuper POL Polônia        | Jiři Suchánek CZE Chéquia        | Fabien Lamirault FRA França               |
| Classe 3 (Detalhes)  | Feng Panfeng CHN China          | Thomas Schmidberger GER Alemanha | Yuttajak Glinbancheun MGL Mongólia        |
| Classe 3 (Detalhes)  | Feng Panfeng CHN China          | Thomas Schmidberger GER Alemanha | Jang Yeong-jin KOR Coreia do Sul          |
| Classe 4 (Detalhes)  | Kim Young-gun KOR Coreia do Sul | Wanchai Chaiwut THA Tailândia    | Kim Jung-gil KOR Coreia do Sul            |
| Classe 4 (Detalhes)  | Kim Young-gun KOR Coreia do Sul | Wanchai Chaiwut THA Tailândia    | Isau Ogunkunle NGR Nigéria                |
| Classe 5 (Detalhes)  | Tommy Urhaug NOR Noruega        | Cheng Ming-chih TPE Taipé Chinês | Ali Öztürk TUR Turquia                    |
| Classe 5 (Detalhes)  | Tommy Urhaug NOR Noruega        | Cheng Ming-chih TPE Taipé Chinês | Mitar Palikuća SRB Sérvia                 |
| Classe 6 (Detalhes)  | Matteo Parenzan ITA Itália      | Rungroj Thainiyom THA Tailândia  | Peter Rosenmeier DEN Dinamarca            |
| Classe 6 (Detalhes)  | Matteo Parenzan ITA Itália      | Rungroj Thainiyom THA Tailândia  | Ian Seidenfeld USA Estados Unidos         |
| Classe 7 (Detalhes)  | Yan Shuo CHN China              | Will Bayley GBR Grã-Bretanha     | Jean-Paul Montanus NED Países Baixos      |
| Classe 7 (Detalhes)  | Yan Shuo CHN China              | Will Bayley GBR Grã-Bretanha     | Punpoo Chalermpong THA Tailândia          |
| Classe 8 (Detalhes)  | Viktor Didukh UKR Ucrânia       | Zhao Shuai CHN China             | Maksym Nikolenko UKR Ucrânia              |
| Classe 8 (Detalhes)  | Viktor Didukh UKR Ucrânia       | Zhao Shuai CHN China             | Phisit Wangphonphathanasiri THA Tailândia |
| Classe 9 (Detalhes)  | Laurens Devos BEL Bélgica       | Lucas Didier FRA França          | Ander Cepas ESP Espanha                   |
| Classe 9 (Detalhes)  | Laurens Devos BEL Bélgica       | Lucas Didier FRA França          | Ma Lin AUS Austrália                      |
| Classe 10 (Detalhes) | Patryk Chojnowski POL Polônia   | Lian Hao CHN China               | Matéo Bohéas FRA França                   |
| Classe 10 (Detalhes) | Patryk Chojnowski POL Polônia   | Lian Hao CHN China               | Filip Radović MNE Montenegro              |
| Classe 11 (Detalhes) | Kim Gi-tae KOR Coreia do Sul    | Chen Po-yen TPE Taipé Chinês     | Samuel Von Einem AUS Austrália            |
| Classe 11 (Detalhes) | Kim Gi-tae KOR Coreia do Sul    | Chen Po-yen TPE Taipé Chinês     | Péter Pálos HUN Hungria                   |

Equipes
| Evento                 | Ouro                                         | Prata                                                       | Bronze                                              |
| ---------------------- | -------------------------------------------- | ----------------------------------------------------------- | --------------------------------------------------- |
| Classe MD4 (Detalhes)  | Peter Lovas Ján Riapoš SVK Eslováquia        | Jang Yeong-jin Park Sung-joo KOR Coreia do Sul              | Fabien Lamirault Julien Michaud FRA França          |
| Classe MD4 (Detalhes)  | Peter Lovas Ján Riapoš SVK Eslováquia        | Jang Yeong-jin Park Sung-joo KOR Coreia do Sul              | Park Jin-cheol Cha Soo-yong KOR Coreia do Sul       |
| Classe MD8 (Detalhes)  | Cao Ningning Feng Panfeng CHN China          | Valentin Baus Thomas Schmidberger GER Alemanha              | Wanchai Chaiwut Yuttajak Glinbancheun THA Tailândia |
| Classe MD8 (Detalhes)  | Cao Ningning Feng Panfeng CHN China          | Valentin Baus Thomas Schmidberger GER Alemanha              | Abdullah Öztürk Nesim Turan TUR Turquia             |
| Classe MD14 (Detalhes) | Liao Keli Yan Shuo CHN China                 | Phisit Wangphonphathanasiri Rungroj Thainiyom THA Tailândia | Paul Karabardak Billy Shilton GBR Grã-Bretanha      |
| Classe MD14 (Detalhes) | Liao Keli Yan Shuo CHN China                 | Phisit Wangphonphathanasiri Rungroj Thainiyom THA Tailândia | Esteban Herrault Clément Berthier FRA França        |
| Classe MD18 (Detalhes) | Piotr Grudzień Patryk Chojnowski POL Polônia | Zhao Yiqing Liu Chaodong CHN China                          | Lian Hao Zhao Suai CHN China                        |
| Classe MD18 (Detalhes) | Piotr Grudzień Patryk Chojnowski POL Polônia | Zhao Yiqing Liu Chaodong CHN China                          | Claudio Massad Luiz Manara BRA Brasil               |

### Feminino
Individual
| Evento                | Ouro                            | Prata                                            | Bronze                                         |
| --------------------- | ------------------------------- | ------------------------------------------------ | ---------------------------------------------- |
| Classe 1-2 (Detalhes) | Giada Rossi ITA Itália          | Liu Jing CHN China                               | Dorota Bucław POL Polônia                      |
| Classe 1-2 (Detalhes) | Giada Rossi ITA Itália          | Liu Jing CHN China                               | Seo Su-yeon KOR Coreia do Sul                  |
| Classe 3 (Detalhes)   | Anđela Mužinić CRO Croácia      | Yoon Ji-yu KOR Coreia do Sul                     | Carlotta Ragazzini ITA Itália                  |
| Classe 3 (Detalhes)   | Anđela Mužinić CRO Croácia      | Yoon Ji-yu KOR Coreia do Sul                     | Xue Juan CHN China                             |
| Classe 4 (Detalhes)   | Sandra Mikolaschek GER Alemanha | Borislava Perić-Ranković SRB Sérvia              | Gu Xiaodan CHN China                           |
| Classe 4 (Detalhes)   | Sandra Mikolaschek GER Alemanha | Borislava Perić-Ranković SRB Sérvia              | Zhou Ying CHN China                            |
| Classe 5 (Detalhes)   | Zhang Bian CHN China            | Pan Jiamin CHN China                             | Moon Sung-hye KOR Coreia do Sul                |
| Classe 5 (Detalhes)   | Zhang Bian CHN China            | Pan Jiamin CHN China                             | Jung Young-a KOR Coreia do Sul                 |
| Classe 6 (Detalhes)   | Najlah Al-Dayyeni IRQ Iraque    | Maryna Lytovchenko UKR Ucrânia                   | Maliak Alieva NPA Atletas Paralímpicos Neutros |
| Classe 6 (Detalhes)   | Najlah Al-Dayyeni IRQ Iraque    | Maryna Lytovchenko UKR Ucrânia                   | Camelia Ciripan ROU Romênia                    |
| Classe 7 (Detalhes)   | Kelly van Zon NED Países Baixos | Kübra Öçsoy Korkut TUR Turquia                   | Bly Twomey GBR Grã-Bretanha                    |
| Classe 7 (Detalhes)   | Kelly van Zon NED Países Baixos | Kübra Öçsoy Korkut TUR Turquia                   | Wang Rui CHN China                             |
| Classe 8 (Detalhes)   | Huang Wenjuan CHN China         | Aida Dahlen NOR Noruega                          | Juliane Wolf GER Alemanha                      |
| Classe 8 (Detalhes)   | Huang Wenjuan CHN China         | Aida Dahlen NOR Noruega                          | Florencia Pérez CHI Chile                      |
| Classe 9 (Detalhes)   | Karolina Pęk POL Polônia        | Xiong Guiyan CHN China                           | Lei Lina AUS Austrália                         |
| Classe 9 (Detalhes)   | Karolina Pęk POL Polônia        | Xiong Guiyan CHN China                           | Alexa Szvitacs HUN Hungria                     |
| Classe 10 (Detalhes)  | Yang Qian AUS Austrália         | Natalia Partyka POL Polônia                      | Bruna Alexandre BRA Brasil                     |
| Classe 10 (Detalhes)  | Yang Qian AUS Austrália         | Natalia Partyka POL Polônia                      | Tien Shiau-wen TPE Taipé Chinês                |
| Classe 11 (Detalhes)  | Natsuki Wada JPN Japão          | Elena Prokofeva NPA Atletas Paralímpicos Neutros | Ebru Acer TUR Turquia                          |
| Classe 11 (Detalhes)  | Natsuki Wada JPN Japão          | Elena Prokofeva NPA Atletas Paralímpicos Neutros | Kanami Furukawa JPN Japão                      |

Equipes
| Evento                 | Ouro                                | Prata                                      | Bronze                                                    |
| ---------------------- | ----------------------------------- | ------------------------------------------ | --------------------------------------------------------- |
| Classe WD5 (Detalhes)  | Liu Jing Xue Juan CHN China         | Seo Su-yeon Yoon Ji-yu KOR Coreia do Sul   | Cátia Oliveira Joyce de Oliveira BRA Brasil               |
| Classe WD5 (Detalhes)  | Liu Jing Xue Juan CHN China         | Seo Su-yeon Yoon Ji-yu KOR Coreia do Sul   | Dararat Asayut Chilchitparyak Bootwansirina THA Tailândia |
| Classe WD10 (Detalhes) | Gu Xiaodan Pan Jiamin CHN China     | Nada Matić Borislava Perić SRB Sérvia      | Kang Oe-jeong Lee Mi-gyu KOR Coreia do Sul                |
| Classe WD10 (Detalhes) | Gu Xiaodan Pan Jiamin CHN China     | Nada Matić Borislava Perić SRB Sérvia      | Jung Young-a Moon Sung-hye KOR Coreia do Sul              |
| Classe WD14 (Detalhes) | Huang Wenjuan Jin Yucheng CHN China | Stephanie Grebe Juliane Wolf GER Alemanha  | Aida Dahlen Merethe Tveiten DEN Dinamarca                 |
| Classe WD14 (Detalhes) | Huang Wenjuan Jin Yucheng CHN China | Stephanie Grebe Juliane Wolf GER Alemanha  | Felicity Pickard Bly Twomey GBR Grã-Bretanha              |
| Classe WD20 (Detalhes) | Lei Lina Yang Qian AUS Austrália    | Lin Tzu-yu Tien Shiau-wen TPE Taipé Chinês | Natalia Partyka Karolina Pęk POL Polônia                  |
| Classe WD20 (Detalhes) | Lei Lina Yang Qian AUS Austrália    | Lin Tzu-yu Tien Shiau-wen TPE Taipé Chinês | Bruna Alexandre Danielle Rauen BRA Brasil                 |

### Misto
Equipes
| Evento                 | Ouro                              | Prata                                              | Bronze                                     |
| ---------------------- | --------------------------------- | -------------------------------------------------- | ------------------------------------------ |
| Classe XD7 (Detalhes)  | Zhou Ying Feng Panfeng CHN China  | Yuttajak Glinbancheun Wijittra Jaion THA Tailândia | Zhai Xiang Gu Xiaodan CHN China            |
| Classe XD7 (Detalhes)  | Zhou Ying Feng Panfeng CHN China  | Yuttajak Glinbancheun Wijittra Jaion THA Tailândia | Flora Vautier Florian Merrien FRA França   |
| Classe XD17 (Detalhes) | Mao Jingdian Zhao Shuai CHN China | Peng Weinan Xiong Guiyan CHN China                 | Karolina Pęk Piotr Grudzień POL Polônia    |
| Classe XD17 (Detalhes) | Mao Jingdian Zhao Shuai CHN China | Peng Weinan Xiong Guiyan CHN China                 | Viktor Didukh Iryna Shynkarova UKR Ucrânia |

### Quadro de medalhas

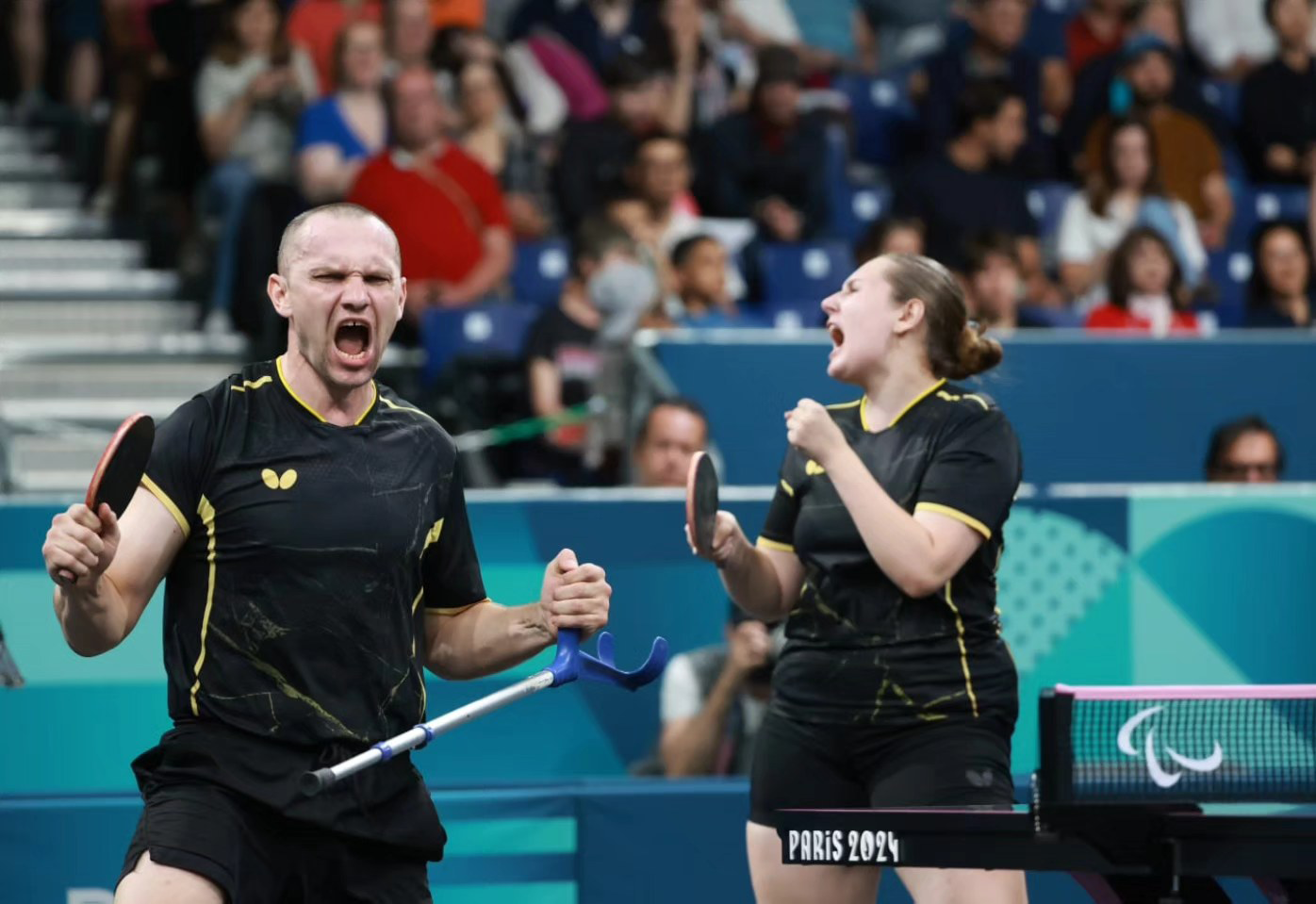
Os mesatenistas Viktor Diduk e Iryna Shynkarova, da Ucrânia, medalhistas de bronze na categoria misto por equipes - XD17

País sede destacado
| Ordem | País                             | Medalha de ouro | Medalha de prata | Medalha de bronze |     |
| ----- | -------------------------------- | --------------- | ---------------- | ----------------- | --- |
| 1     | CHN China                        | 11              | 7                | 6                 | 24  |
| 2     | POL Polônia                      | 4               | 1                | 3                 | 8   |
| 3     | KOR Coreia do Sul                | 2               | 3                | 9                 | 24  |
| 4     | AUS Austrália                    | 2               |                  | 3                 | 5   |
| 5     | ITA Itália                       | 2               |                  | 2                 | 4   |
| 6     | GER Alemanha                     | 1               | 3                | 1                 | 5   |
| 7     | UKR Ucrânia                      | 1               | 1                | 2                 | 4   |
| 8     | NOR Noruega                      | 1               | 1                | 1                 | 3   |
| 9     | JPN Japão                        | 1               |                  | 1                 | 2   |
|       | NED Países Baixos                | 1               |                  | 1                 | 2   |
|       | BEL Bélgica                      | 1               |                  |                   | 1   |
|       | CRO Croácia                      | 1               |                  |                   | 1   |
|       | CUB Cuba                         | 1               |                  |                   | 1   |
|       | IRQ Iraque                       | 1               |                  |                   | 1   |
|       | SVK Eslováquia                   | 1               |                  |                   | 1   |
| 16    | THA Tailândia                    |                 | 4                | 6                 | 10  |
| 17    | TPE Taipé Chinês                 |                 | 3                | 1                 | 4   |
| 18    | GBR Grã-Bretanha                 |                 | 2                | 3                 | 5   |
| 19    | SRB Sérvia                       |                 | 2                | 1                 | 3   |
| 20    | FRA França                       |                 | 1                | 5                 | 6   |
| 21    | TUR Turquia                      |                 | 1                | 3                 | 4   |
| –     | NPA Atletas Paralímpicos Neutros |                 | 1                | 1                 | 2   |
| 22    | CZE Chéquia                      |                 | 1                |                   | 1   |
| 23    | BRA Brasil                       |                 |                  | 4                 | 4   |
| 24    | HUN Hungria                      |                 |                  | 3                 | 3   |
| 25    | CHI Chile                        |                 |                  | 1                 | 1   |
|       | DEN Dinamarca                    |                 |                  | 1                 | 1   |
|       | ESP Espanha                      |                 |                  | 1                 | 1   |
|       | USA Estados Unidos               |                 |                  | 1                 | 1   |
|       | MNE Montenegro                   |                 |                  | 1                 | 1   |
|       | NGR Nigéria                      |                 |                  | 1                 | 1   |
|       | ROU Romênia                      |                 |                  | 1                 | 1   |
| TOTAL | TOTAL                            | 31              | 31               | 62                | 124 |